# Райнергорн
Райнергорн (Німецька: [ˈʁaɪnɐˌhɔɐ̯n] ( прослухати)) — гора в групі Венедігер. Вона 3 559 м (11 677 фут) заввишки.